# Alles eine Frage der Zeit
Alles eine Frage der Zeit (Originaltitel: About Time) ist eine romantische Tragikomödie aus dem Jahr 2013. Regie führte Richard Curtis, der auch das Drehbuch verfasste. Die Hauptrollen übernahmen Domhnall Gleeson, Rachel McAdams und Bill Nighy.
Der Film lief am 4. September 2013 im Vereinigten Königreich an und startete in Deutschland am 17. Oktober 2013.

## Handlung
An seinem 21. Geburtstag erfährt Tim Lake von seinem Vater, dass er wie alle männlichen Mitglieder der Familie die Gabe hat, in der Zeit zurückzureisen. Er müsse nur in einen dunklen Raum gehen, die Hände zu Fäusten ballen und an die Zeit und den Ort denken, zu denen er reisen will.
Tim glaubt seinem Vater zunächst nicht und hält es für einen Scherz, reist dann jedoch in die Silvesternacht des letzten Jahres zurück, an der er um Mitternacht den Kuss eines Mädchens abgelehnt und dieses dadurch beschämt hat. Jetzt küsst er das Mädchen, das ihn nun glücklich anlächelt. Die einzigen Grenzen der Zeitreisen liegen in Tims Lebensspanne, über die er nicht hinausreisen kann. Er wird nach seiner Rückkehr von seinem Vater gefragt, was er mit diesem Talent zu tun gedenke. Seine erste Idee, „Geld“, wird von seinem Vater abgeschmettert, denn dies habe noch niemandem in seiner Familie Glück gebracht. Tim setzt stattdessen auf die Liebe, oder wie er es nennt „das Mutterschiff“, also die schwierigste Aufgabe von allen.
Im Sommer erhält Tims Schwester Kit Kat Besuch von der hübschen Charlotte, welche über die gesamten Ferien im Haus seiner Eltern in Cornwall bleibt. Tim fühlt sich zu Charlotte hingezogen, traut sich jedoch erst am letzten Abend ihres Aufenthaltes, sie darauf anzusprechen. Charlotte sagt ihm, dass der Sommer ja leider nun schon vorbei sei, aber dass es mit ihnen vielleicht etwas hätte werden können, wenn er sie am Anfang des Sommers gefragt hätte. Tim reist daraufhin in der Zeit zurück und gesteht Charlotte seine Gefühle bereits kurz nach ihrer Ankunft. Sie sagt ihm, dass er bis zum Ende des Sommers warten solle, dann werde man schon sehen, wie es weitergehe. Nun erkennt Tim, dass alle Zeitreisen nichts an den Gefühlen der Menschen ändern können.
Kurze Zeit später zieht Tim nach London, um eine Karriere als Jurist zu beginnen. Er wohnt bei Harry, einem Bühnenautor, der ein alter Freund seines Vaters ist. Der cholerische Harry macht Tim gleich bei seiner Ankunft für das Vergessen „der besten Idee, die er je hatte“ verantwortlich.
Bei einem Besuch von Tims bestem Freund Jay gehen beide in einem Dunkelrestaurant essen, wo Tim die charmante Mary kennenlernt. Beide finden einander sehr sympathisch, und so fragt Tim sie nach Verlassen des Restaurants nach ihrer Telefonnummer. Als er nach Hause kommt, erzählt Harry, dass die Premiere seines Theaterstücks ein Desaster war, weil der Hauptdarsteller seinen Text vergessen hatte. Tim reist in der Zeit zurück und sorgt dafür, dass die Aufführung ein fulminanter Erfolg wird.
Als er später jedoch Mary anrufen will, stellt er fest, dass bei der Zeitreise ihre Telefonnummer aus seinem Handyspeicher verschwunden ist – denn das Treffen mit ihr hat ja nun nie stattgefunden.
Da Mary sich im Gespräch als großer Kate-Moss-Fan geoutet hat, besucht er eine Ausstellung ihrer Fotografien, wo er nach langem Warten auch tatsächlich erneut auf Mary trifft, die ihn jedoch nicht mehr kennt. Tim erfährt, dass Mary nun einen Freund hat, und erfragt, wie genau sie sich kennengelernt haben. Er reist zurück und überzeugt Mary von einem romantischen Dinner, bevor sein Rivale auf der Party auftaucht. Die beiden werden ein Paar und heiraten, nachdem Mary schwanger geworden ist. Zuvor hat Tim zufällig Charlotte getroffen, die ihm nun ihrerseits Avancen macht; doch dies macht ihm letztlich nur deutlich, dass Mary die Frau seines Lebens ist.
Am ersten Geburtstag seiner Tochter Posy hat Tims Schwester in betrunkenem Zustand einen Autounfall, nachdem sie sich wieder einmal mit ihrem Freund Jimmy gestritten hat. Tim weiht seine Schwester in sein Geheimnis ein. Die Geschwister reisen gemeinsam zurück zur Silvesterfeier und sorgen dafür, dass Kit Kat und Jimmy kein Paar werden. Zu ihrer Verwunderung ist sie nach ihrer Rückkehr mit Jay verheiratet.
Tims Kind jedoch ist nun nicht mehr Posy, sondern an ihrer Stelle wurde ein für Tim völlig fremdes Kind gezeugt. Sein Vater erklärt ihm daraufhin, dass alle Veränderungen in der Zeit vor der Geburt seiner Kinder auch immer Veränderungen für seine Kinder zur Folge haben. Tim kann daher die Ereignisse vor Posys Geburt nicht ändern, will er sein Kind nicht verlieren, und muss stattdessen dafür sorgen, dass seine Schwester auf andere Weise mit ihrem Problem fertig wird. Kit Kat durchleidet also die Beziehung mit Jimmy und den Autounfall erneut, beginnt danach aber schließlich auf Tims Empfehlung hin eine glückliche Beziehung mit seinem besten Freund Jay. Tim und Mary bekommen ein zweites Kind und auch Kit Kat wird schwanger.
Tims Vater erkrankt schließlich an Lungenkrebs. Die Ursache für die Erkrankung liegt, seiner Einschätzung nach, am starken Rauchen in seiner Jugend, was er jedoch nicht rückgängig machen konnte, da ein Einfluss auf sein damaliges Verhalten auch auf seine Kinder gewirkt hätte, die erst später geboren wurden. Zudem wäre seine Frau voraussichtlich nie mit ihm ausgegangen, wäre er kein «sexy smoker» gewesen.
Bald darauf stirbt Tims Vater. Tim reist aber immer wieder zurück, um noch einmal Zeit mit seinem Vater zu verbringen. Als Mary Tim eröffnet, dass sie gern ein drittes Kind hätte, ist Tim hin- und hergerissen. Er möchte ebenfalls ein weiteres Kind, aber nach dessen Geburt wird er nie wieder zu seinem Vater zurückreisen können. Er spricht noch einmal mit seinem Vater und entscheidet sich für das Kind. Während der Schwangerschaft seiner Frau reist er mehrmals zu seinem Vater zurück.
Ein letztes Mal besucht er ihn kurz vor der Geburt. Sein Vater reist von dort gemeinsam mit ihm zu einem Tag am Strand zurück, als Tim noch ein kleiner Junge war. Inzwischen hat ihm sein Vater das Geheimnis seines glücklichen Lebens verraten, das „wahre Mutterschiff“: Tim solle jeden Tag einmal ganz alltäglich angehen und dann ein zweites Mal, ohne jedoch irgendetwas am Erlebten zu verändern, und nun dadurch alles sehr bewusst noch einmal zu erleben.
Tim verfährt eine ganze Weile genau so, bevor er dazu übergeht, gar nicht mehr in die Vergangenheit zurückzureisen und stattdessen jeden Tag schon beim ersten Mal wie seinen letzten zu genießen.

## Auszeichnungen
Saturn Award 2014
- Nominierung als bester Fantasyfilm
- Nominierung für Bill Nighy als bester Nebendarsteller
- Nominierung für den besten Schnitt

## Kritiken
Der Film erhielt überwiegend gute bis sehr gute Kritiken.
So lobte Filmstarts den Film als eine Komödie, welche die „handelsüblichen“ Genre-Pfade verlasse und trotz des fantastischen Zeitreise-Elements „unglaublich lebensnah“ und „echt“ wirke. Curtis’ Film lade „zum Träumen ein“ und sei „unglaublich berührend“.
Cinema nannte den Film ein „bewegendes Kinoerlebnis, das den Zuschauer „verzaubert und verwandelt“.“
Laut Programmkino.de sei Alles eine Frage der Zeit „ohne Frage einer der merkwürdigsten, aber auch schönsten Filme des Jahres“.
Gespalten ist das Fazit des film-dienst: „Ein glänzend gespielter Film als Mischung aus romantischer Komödie und der Erzählung eines ‚außergewöhnlich gewöhnlichen‘ Lebens, in dem einzig die titelgebenden Zeitreisen einen Strich durch die Rechnung machen: In sich völlig unlogisch und deshalb ärgerlich, behindern sie nur den Fluss der Geschichte.“